# Paul Courtois
Paul Courtois, né à Paris vers 1850 et mort dans la même ville le 23 décembre 1894, est un compositeur français connu pour ses œuvres pour piano, principalement des formes de danse et des pièces légères à la mode au XIXe siècle.

## Biographie
Paul Courtois est né au XIXe siècle, à une date non connue, et est décédé en 1894. Actif à Paris dans les années 1870 et 1880, il compose un répertoire varié de pièces pour piano destinées aux salons et aux bals de la Belle Époque. Publiées par des éditeurs parisiens tels qu'E. et A. Girod et Léon Grus, ses compositions incluent des formes de danse populaires comme les valses, mazurkas, polkas, scottish et tyroliennes, ainsi que des pièces de genre comme les bluettes.
Il meurt à la Maison Dubois à Paris (10e arrondissement) le 23 décembre 1894 à l'âge de 44 ans.
Courtois est inhumé au cimetière parisien de Pantin le 27 décembre 1894.

## Œuvres
Il est l’auteur de nombreuses compositions pour piano, dont un grand nombre est répertorié dans le catalogue musical de Pazdirek. Ses œuvres, souvent légères et accessibles, étaient destinées à un public amateur de musique de salon et de danse. Parmi ses compositions figurent :
- Les Cloches du soir : bluette pour piano, publiée à Paris en 1870 par E. et A. Girod[4].
- La Valse des roses : valse brillante pour piano, publiée à Paris en 1875 par Léon Grus[5].
- La Fée des eaux : mazurka pour piano, publiée à Paris par Léon Grus, [1870 ?][6].
- L’Innocence : valse pour piano, publiée à Paris par E. et A. Girod, [1870 ?][7].
- Rayon de soleil : polka pour piano, publiée à Paris par Léon Grus, [1870 ?][8].

Son catalogue inclut également d’autres pièces comme des scottish et des tyroliennes, illustrant la diversité de son répertoire.

## Postérité
La nouvelle La singulière destinée de Bouvancourt, tirée du recueil Le Voyage immobile de l'écrivain Maurice Renard, lui est dédiée, témoignant de son influence dans les cercles artistiques parisiens.